# Каминский (село)
Каминский — село (с 1947 до 2004 года — посёлок городского типа) в Родниковском районе Ивановской области России. Административный центр Каминского сельского поселения.

## География
Расположено на реке Теза в 20 км на северо-запад от райцентра города Родники.

## История
Северную часть современного Каминского образует бывшее старинное село Горки-Павловы. В XVII веке по административно-территориальному делению село Горки-Павловы входило в Костромской уезд, вероятно, в Плесский стан. По церковно-административному делению приход относился к Плесской десятине. 23 сентября 1698 года по указу свят. патриарха «… а по челобитью Ивана да Василья Иосифовых детей Павловых, велено новопостроенные церкви Пр. Богородицы Казанския, которую построили они в Плесской десятине в вотчине своей в селе Горках, на попа с причетники дани положить по сказке Василья Павлова…». В июне 1723 года «запечатан указ о строении церкви по челобитью села Горок Богородицкаго попа Федора с прихожан, велено им в том селе Горках построить вновь теплую церковь во имя Преображения Господня».
Каменная Казанская церковь в селе Горки-Павловы с колокольней и оградой была построена в 1801 году старанием Дарьи Ивановны Лопухиной и Сергея Ивановича Павлова. Престолов было два: в честь Казанской иконы Божией Матери и в честь св. вмц. Екатерины.
В конце XIX — начале XX века село Горки-Павловы являлось центром Горковской волости Нерехтского уезда Костромской губернии, с 1918 года — в составе Иваново-Вознесенской губернии.
С 1924 года село Горки-Павловы являлось центром Горко-Павловского сельсовета Родниковского района Иваново-Вознесенской губернии (с 1936 года — Ивановской области). 30 октября 1989 года Горко-Павловский сельсовет был упразднён, все населённые пункты переданы в подчинение Каминского поселкового совета.
Указом Президиума Верховного Совета РСФСР от 16 ноября 1939 года село Горки-Павловы было объединено с фабричным поселком при ткацкой фабрике им. Каминского. В 1947 году посёлок получил статус посёлка городского типа и был переименован в честь комсомольца Павла Каминского, участника борьбы за установление советской власти в Ивановской области. В 2004 году Каминский стал селом — центром Каминского сельского поселения.
В 2017 году по причине аварийного состояния была снесена сельская школа, построенная в 1930 году. В годы Великой Отечественной войны руками самих школьников к ныне отсутствующему зданию была возведена двухэтажная пристройка, где располагались слесарная и столярная мастерские и спортивный зал. В 2020 году школа благополучно была достроена.

## Население
| 1872  | 1897  | 1907 | 1959  | 1970  | 1979  | 1989  |
| ----- | ----- | ---- | ----- | ----- | ----- | ----- |
| 81    | ↗96   | ↗126 | ↗2079 | ↗2584 | ↘2514 | ↘2383 |
| 2002  | 2010  |      |       |       |       |       |
| ↘1703 | ↘1485 |      |       |       |       |       |

## Инфраструктура
В селе имеются Каминская средняя школа, детский сад, врачебная амбулатория, отделение почтовой связи.

## Достопримечательности
Историческая часть села располагается в северной части населенного пункта и сохранила наиболее старые архитектурные сооружения. В селе имеется пекарня, функционирующая и по сей день, продукция которой ценится не только в самом поселке, но и за его пределами. Интересным фактом является то, что пекарня размещена в строении, являвшемся раньше Храмом Казанской Божьей Матери. В 1930 году церковь, к тому времени уже неоднократно разрушаемая, была переоборудована в пекарню. До сих пор в архитектуре прослеживаются церковные своды и на некоторых стенах видны фрески. Во время ремонта рабочей печи в пекарне совместно с печником работы проводил школьный учитель, ставший впоследствии местным священником.
В селе сохранилась историческая булыжная мостовая на подъёме от фабрики к центру. Поскольку грузовики, транспортирующие сырьё и продукцию ткацкого производства, скользят по голым камням, мостовую регулярно засыпают шлаком. Несмотря на это, старинную дорогу периодически частично размывает дождевой и талой водой, что позволяет рассмотреть историческое покрытие. Такая же булыжная мостовая, уложенная в то же время, имеется на противоположном берегу Тезы и ведет к соседней деревне Новинское (Тезинка), где доступна обзору круглогодично.

## Экономика
Основное промышленное предприятие села — ООО «Каминский текстиль», выпускающее суровые ткани.

## Транспорт
В 2 километрах к югу от села расположена одноименная железнодорожная станция на линии Ермолино — Кинешма. Ранее станция носила название Скорынино по одноимённому поселку, названному в честь основателя ткацкой фабрики Михаила Тимофеевича Скорынина (1843—1911).